# لاروس دوارتي
لاروس دوارتي (بالهولندية: Laros Duarte)‏ (28 فبراير 1997 بروتردام في هولندا - ) هو لاعب كرة قدم هولندي في مركز الوسط. شارك مع منتخب هولندا تحت 17 سنة لكرة القدم ومنتخب هولندا تحت 19 سنة لكرة القدم. أما مع النوادي، فقد لعب مع نادي آيندهوفن وJong PSV ‏.

## وصلات خارجية
- لاروس دوارتي على موقع الاتحاد الأوربي (الإنجليزية)
- لاروس دوارتي على موقع قاعدة بيانات كرة القدم.إي يو (الإنجليزية)
- لاروس دوارتي على موقع ناشيونال فوتبول تيمز (الإنجليزية)
- لاروس دوارتي على موقع Soccerway.com (الإنجليزية)
- لاروس دوارتي على موقع عالم كرة القدم.نت (الإنجليزية)